# Key of Heart / Dotch
Key of Heart / Dotch è un singolo della cantante sudcoreana BoA, pubblicato nel 2006.

## Tracce

### Versione giapponese
CD
1. Key of Heart
2. Dotch

DVD
1. Key of Heart (video clip)

### Versione sudcoreana
Download digitale
1. Key of Heart

CD
1. Key of Heart
2. Dotch
3. Key of Heart (English ver.)
4. Key of Heart (Korean ver.)

DVD
1. Key of Heart (English ver.)
2. Key of Heart (Korean ver.)